# Meunasah Tutong (Montasik)
Meunasah Tutong is een bestuurslaag in het regentschap Aceh Besar van de provincie Atjeh, Indonesië. Meunasah Tutong telt 371 inwoners (volkstelling 2010).